# Роберт Еліас Фріс
Роберт Еліас Фріс (швед. Robert Elias Fries; 11 липня 1876 — 29 січня 1966) — шведський ботанік та міколог. Член Британського мікологічного товариства. Директор Бергіанського ботанічного саду у 1915—1944 роках. 

## Біографія
Народився 11 липня 1876 року у родині відомих шведських ботаніків та мікологів. Внук видатного міколога Еліаса Магнуса Фріса, син ліхенолога Теодора Магнуса Фріса, брат ліхенолога Торе Хрістіана Еліаса Фріса, батько фітогеографа та палінолога Магнуса Фріса, дядько ботаніка Нільса Фріса.
Брав участь у шведській експедиції у 1901-1902 роках у Аргентину та Болівію, маршрут якої проходив посушливим регіоном Чакота перетинав Анди. 
У 1926 році був обраний членом Шведської королівської академії наук.
Роберт Фріс співпрацював із Ботанічним садом Берліна, Лондонським музеєм природознавства, Національним ботанічним садом Бельгії, Королівськими ботанічними садами в К'ю, Шведським музеєм природознавства та Ботанічним садом США Смітсонівського інституту (US)..
Описав велику кількість видів рослин з Південної Америки, Кенії та Швеції.  Опублікував наукові праці з мікології, фітогеографії та систематики .